# Aleksandr Gel'evič Dugin
Aleksandr Gel'evič Dugin (in russo Александр Гельевич Дугин?; Mosca, 7 gennaio 1962) è un filosofo e politologo russo.
Dugin è il principale ideologo dell'eurasiatismo contemporaneo (talvolta considerato una forma di neofascismo), che secondo lui coniuga il tradizionalismo integrale, principalmente del francese René Guénon e dell'italiano Julius Evola, con il pensiero di Martin Heidegger, contribuendo a un nuovo "tradizionalismo russo", la sua ideologia è antioccidentale di estrema destra e viene considerata simile a quella fascista avendo come obiettivo una Russia radicalmente nuova, ultranazionalistica (sebbene non etnocentrica), se non il mondo e l'Europa orientale. Il suo libro La quarta teoria politica pubblicato nel 2009 contiene la sintesi del suo pensiero.
Secondo Dugin le forze della civiltà occidentale liberale e capitalista rappresenterebbero quella che gli antichi Greci chiamavano ὕβρις (hybris), "la forma essenziale del titanismo", dell'anti-misura emergente dalla Terra, che osteggia il Cielo che "è la misura - in termini di spazio, tempo, essere" ("Terra" e "Cielo" intesi come poli cosmologici). In altre parole l'Occidente sintetizzerebbe "la rivolta della Terra contro il Cielo". Il pensiero dughiniano è permeato da uno slancio escatologico per cui, nelle sue parole, "una volta che il Cielo reagisce, gli dei restaurano la misura". A quello che Dugin definisce universalismo atomizzante o "unipolarismo" omologante dell'Occidente, egli contrappone un universalismo apofatico o "multipolarismo", imperniato in un "Uno" come quello di Platone che si fletterebbe nella molteplicità degli esseri e dei loro modi di esistere, e che si esprime nella politica dell'idea di "impero".
Dugin ha stretti legami con il Cremlino e le forze armate russe, avendo servito come consigliere del presidente della Duma di Stato, Gennadij Seleznëv, e del membro di spicco di Russia Unita, Sergej Naryškin. Per questi motivi la stampa lo ha soprannominato "il Rasputin del Cremlino" e "l'ideologo di Putin" descrivendolo come un suo consigliere o ispiratore filosofico, sebbene abbia esplicitamente criticato le sue collaborazioni con l'Occidente.
È inoltre noto anche al di fuori della Russia per aver teorizzato la creazione di un "impero eurasiatico" in grado di combattere l'Occidente guidato dagli Stati Uniti d'America. A tal proposito è stato l'organizzatore assieme ad Ėduard Limonov, e il primo leader dal 1993 al 1998, del Partito Nazional Bolscevico, e successivamente del Fronte Nazionale Bolscevico e del Partito Eurasia, trasformatosi poi in associazione non governativa.
L'ideologia eurasiatista di Dugin mira all'unificazione di tutti i popoli di lingua russa in un unico paese attraverso lo smembramento territoriale coatto delle ex-repubbliche sovietiche. Anche per questo le sue posizioni politiche sono state definite come "rivoluzionarie-ultranazionaliste" o "fasciste".

## Biografia

### Nascita ed educazione
Aleksandr Dugin nacque nel 1962 e fu cresciuto dai genitori:
- il padre, Elio Alexandrovich Dugin (1935-1998), che era Generale nell'intelligence dello Stato Maggiore delle Forze Armate dell'URSS.
- la madre, Galina Viktorovna Dugina (1937-2000), che era una dottoressa.[21][22]

Conseguì la laurea in filosofia e in seguito completò due dottorati di ricerca, uno in scienze politiche e l'altro in sociologia.
Nel 1989, l'anno in cui ha compiuto il primo viaggio in Europa Occidentale, ha fondato il centro filosofico "EON".
Dugin si ispira allo scrittore russo Evgeny Vsevolodovich Golovin, da cui era influenzato come poeta.
Nel 1991 ha creato la casa editrice "АРКТОГЕ́Я", che sforna opere di "nuova destra" europea, libri di René Guénon, Julius Evola e libri dello stesso Dugin.
Dugin ha intitolato la sua casa editrice all'Olartico. La ecozona olartica (o regno olartico) è una regione biogeografica che comprende la maggior parte dell'emisfero boreale, con esclusione delle regioni tropicali.
In effetti, la dottrina politica di Dugin sostiene che la cultura russa sia più vicina ai valori fondanti del mondo asiatico piuttosto che ai modelli europei.
Nel 2000 Dugin si attiva per dar vita al Movimento Internazionale Eurasiatista (Meždunarodnae Evrazijskoe Dviženie, MED), un'organizzazione non governativa le cui pubblicazioni caldeggiano il sogno dell'Eurasia a favore dell'autodeterminazione dei popoli e in contrapposizione ideale nei confronti dell’Occidente.

### Anni 1980: il Circolo Južinskij e Pamjat'
Nel 1980 Dugin venne iniziato al Circolo Južinskij, un movimento dissidente d'avanguardia i cui membri studiavano la tradizione esoterica e occultistica occidentale, lo gnosticismo tardo-antico, e il tradizionalismo integrale di René Guénon e Julius Evola. Il Circolo Južinskij venne fondato negli anni 1960 da Jurij Mamleev (1931-2015), Evgenij Golovin (1938-2010) e Vladimir Stepanov, e i suoi studi vertevano sull'idea secondo la quale il mondo moderno sia metafisicamente degenerato (ossia genealogicamente disconnessosi dallo Spirito divino) e necessiti di una rigenerazione possibile solo recuperando la conoscenza mistica originaria andata completamente perduta nelle religioni moderne. Altro importante membro del circolo, che fu responsabile in prima persona dell'iniziazione di Dugin, fu il russo-azero Geydar Dzhemal, il quale successivamente perseguì la gnosi islamica. Nel gruppo Dugin si avvicinò in un primo momento al nazionalsocialismo, interesse che lui attribuì ad una ribellione giovanile nei confronti della sua educazione sovietica, e coltivò una genuina simpatia per il pensiero di Adolf Hitler. All'interno del gruppo Dugin adottò lo pseudonimo di Hans Sievers, in omaggio a Wolfram Sievers, membro del partito nazista studioso di esoterismo e rettore della Ahnenerbe. Apprese varie lingue da autodidatta, tra cui l'italiano, il tedesco, il francese e l'inglese. Studiò Evola presso la Biblioteca Lenin di Mosca, dove era disponibile l'opera del filosofo italiano.
Dai primi anni 1980 Dugin lavorò come giornalista, diffondendo i suoi articoli clandestinamente. Tra il 1985 e il 1990 fu chiaramente favorevole a un eurasiatismo strettamente di destra, e nel 1988, insieme a Džemal, si unì alla società nazionalista anti-occidentale Pamjat', che tuttavia abbandonò l'anno seguente non essendosi trovato in essa a suo agio, impossibilitato a sviluppare la sua idea di un rinnovamento dottrinale della destra in tale società che giudicò troppo conservatrice, impantanata in un monarchismo nostalgico e in un antisemitismo volgare. Negli anni della dissoluzione dell'Unione Sovietica si oppose prima a Michail Gorbačëv e poi a Boris El'cin, prendendo parte al Fronte di Salvezza Nazionale; dopo la caduta dell'Unione Sovietica collaborò con Gennadij Zjuganov alla scrittura del programma politico del nuovo Partito Comunista della Federazione Russa.

### Anni 1990: il Partito Nazional-Bolscevico e l'avvicinamento a Putin
Tra la fine degli anni 1980 e il 1992, Dugin visse a Parigi dove stabilì contatti con Alain de Benoist, il principale ideologo della Nouvelle Droite francese; i due si distanziarono dal 1993, poiché De Benoist non condivideva le mire imperiali dell'eurasiatismo, anche se rimane il pensatore più simile a Dugin in Europa occidentale. Nel 1991 e nel 1992 Dugin iniziò a pubblicare i giornali Milyi Angel (4 uscite, 1991-1999) ed Elementy (9 uscite, 1992-1998), e altri negli anni successivi, il titolo del secondo dei quali riproducente quello del giornale Élements della Nouvelle Droite debenostiana.
Nel 1990-1991 Dugin fondò l'Associazione Arktogaia, che nel 1993-1994 confluì come nucleo ideologico nel Partito Nazional Bolscevico che lo stesso Dugin fondò insieme allo scrittore Ėduard Limonov. Negli stessi anni Dugin si dedicò allo studio delle origini dei movimenti nazionali e alle attività dei gruppi esoterici a essi correlati insieme al giornalista di estrema destra Christian Bouchet all'epoca membro dell'Ordo Templi Orientis. Celebrò sia lo zarismo sia la prassi politica di Stalin, oltre a Julius Evola, e fu uno dei collaboratori più prolifici al settimanale Den (Il giorno), uno dei centri ideologici dell'anti-cosmopolitismo russo, attraverso il quale disseminò le teorie eurasiatiste.
In quegli anni Dugin studiò la semiotica geopolitica e le teorie esoteriche del controverso pensatore tedesco Herman Wirth (1885-1981), co-fondatore della Ahnenerbe. Il risultato confluì nel libro La teoria iperborea (1993), in cui Dugin supporta le teorie di Wirth come base per la sua visione eurasiatica che propone come possibile soluzione per colmare il vuoto ideologico lasciato dall'esaurimento di comunismo, liberalismo e democrazia in Russia. Dugin inoltre contribuì alla diffusione della leggenda secondo cui Wirth avesse scritto un'opera fondamentale sulla storia degli Ebrei e sull'Antico Testamento, il cosiddetto Palestinabuch, che avrebbe cambiato la storia del mondo se non fosse andato perduto.
Le differenze ideologiche con Limonov si fecero nel frattempo incolmabili e portarono Dugin a uscire dal Partito Nazional-Bolscevico insieme ai militanti più accesamente nazionalisti. Dugin si spostò quindi ancora più a destra, con la fondazione di organizzazioni anti-liberali e anti-progressiste che sempre mantennero un basso profilo, tra le quali il Fronte Nazional-Bolscevico. Dopo la rottura con Limonov, nel 1998 Dugin si avvicinò a Evgenij Primakov e, in seguito, alla cerchia di Vladimir Putin.

### Anni 2000: il Movimento Internazionale Eurasiatista
Nel 2000 Dugin fondò un nuovo movimento, il Partito Politico Panrusso Eurasia, che nel 2003 divenne organizzazione non governativa con il nome di Movimento Internazionale Eurasiatista (Meždunarodnae Evrazijskoe Dviženie, MED). Ha insegnato all'Università statale di Mosca dal 2008 al 2014, dove era a capo del Dipartimento di Sociologia delle Relazioni Internazionali presso la Facoltà di Sociologia, mentre dal 2018 ha insegnato all'Università Fudan di Shanghai, in Cina.
Dugin è stato descritto dalla francese Marlène Laruelle, storica dell'eurasiatismo, come senza dubbio il principale ideologo dell'eurasiatismo contemporaneo o neo-eurasiatismo. Nei primi anni 1990 condivise tale primato con Aleksandr Panarin; in un primo momento i due erano in opposizione, in quanto Panarin criticava l'approccio pagano dell'eurasiatismo dughiniano, il quale vede l'uomo come principalmente integrato nel mondo naturale e la civiltà urbana come organismo tendenzialmente parassitario distaccato dal mondo naturale. Panarin si riavvicinò a Dugin nei primi anni 2000, poco prima di morire di malattia, entrando nel Partito Eurasia e scrivendo un preambolo al libro Political Philosophy di Dugin.
Nel giugno del 2018 Dugin visitò l'Italia per una serie di incontri privati e di conferenze pubbliche moderate dall'autore Diego Fusaro presso alcune sedi del movimento neofascista CasaPound. Durante la sua permanenza nel paese affermò in un'intervista con Luca Steinmann di considerare l'Italia "l'avanguardia geopolitica portatrice della Quarta Teoria Politica" riferendosi al cosiddetto "governo giallo-verde" ufficializzato poche settimane prima specificando di ritenere che "la formazione di un governo che unisca Lega e Movimento Cinque Stelle è il primo passo storico verso l'affermazione irreversibile del populismo e la transizione verso un mondo multipolare. Non vedo una strategia precisa dietro questo governo. Vedo invece una reazione sana e giusta contro la dominazione delle elite transnazionali da parte del popolo che trova espressione in questo nuovo esecutivo. Destra e sinistra si sono trovate ad unirsi per creare questa nuova identità politica che inevitabilmente guarda con fiducia alla Russia di Putin. È un passo decisivo verso la Quarta Teoria Politica e verso la morte di Soros".
Nel 2019 Dugin e Bernard-Henri Lévy - considerati esponenti ideologici di spicco degli opposti sovranismo e mondialismo - si confrontarono sul tema di quella che è stata definita "la crisi del capitalismo" e l'insurrezione dei populismi nazionalisti.

### L'attentato del 2022
La sera del 20 agosto 2022 intorno alle 21:44 ora locale, l'auto di proprietà di Dugin (una Toyota Land Cruiser Prado) guidata dalla figlia, Dar'ja Dugina, giornalista, politologa e commentatrice televisiva di 29 anni, è esplosa nei pressi del villaggio di Bol'šie Vjazëmy, alla periferia di Mosca.
La conducente è morta in quello che si presume sia stato un attentato attuato per colpire il padre. Secondo il Daily Mail, che cita fonti russe, i due tornavano da un evento pubblico e avrebbero dovuto viaggiare sulla stessa auto, ma il padre avrebbe all'ultimo istante preso un altro veicolo che seguiva sullo stesso percorso.

## Filosofia di Dugin
Fonti da cui Dugin attinge e che sintetizza e supera sono:
1) il tradizionalismo integrale o perennialismo (Guénon, Evola e anche il cosiddetto tradizionalismo "morbido" di Eliade e Jung); 
2) l'esoterismo occidentale, mediato dall'esperienza del Circolo Južinskij (con Mamleev, Golovin e Dzhemal), inclusa l'ariosofia neopagana germanica (specialmente Wirth); 
3) Nietzsche e la rivoluzione conservatrice (Heidegger, Jünger, Niekisch, Schmitt); 
4) il postmodernismo francese (Deleuze e Guattari, Lacan, Baudrillard, Foucault); 
5) la teologia ortodossa eurasiatista anti-occidentalista (Leont'ev, Danilevski, Gumilëv, Alekseev); 
6) autori di sociologia e antropologia (Širokogorov, Weber, Tönnies, Sombart, Boas, Durkheim, Lévi-Strauss, Durand).
Il pensiero di Dugin è in molti aspetti simile a quello di Alain de Benoist, spesso citato da Dugin stesso, e della Nouvelle Droite francese, e i due ebbero dei contatti tra la fine degli anni 1980 e i primi anni 1990; grandi differenze constano nel fatto che De Benoist non condivide l'idea di un "impero eurasiatico" che saldi l'Europa occidentale alla Russia, e si appoggia solo parzialmente al tradizionalismo integrale, che è invece fondamento imprescindibile per Dugin. Oltre che principale ideologo dell'eurasiatismo contemporaneo, Dugin è elencato tra i circa trenta più influenti ispiratori della rodnoveria (neopaganesimo slavo-russo). Jafe Arnold, uno dei principali studiosi accademici del dughinismo e delle sue radici esoteriche, ha definito il filosofo russo come il pioniere della giunzione tra eurasiatismo, tradizionalismo e geopolitica geofilosofica risultante in un capitolo del tutto nuovo nella storia del tradizionalismo integrale, parte di quello che lo studioso Pavel Nosačev ha definito un nuovo "tradizionalismo russo". Lo studioso Michael Millerman ha messo in luce la centralità del pensiero filosofico-politico di Heidegger nell'opera di Dugin, ritenendo l'heideggerismo il vero cuore del dughinismo a cui eurasiatismo e tradizionalismo sarebbero ancillari. Lo studioso Mark Sedgwick ha definito al contempo il dughinismo come una prassi che unisce in sé sia il tradizionalismo "duro" (orientato all'azione politica radicale; à la Evola) che il tradizionalismo "morbido" (orientato alla contemplazione; degli altri autori tradizionalisti).
Dugin è stato variamente definito da accademici e giornalisti dell'Occidente come il "filosofo più pericoloso al mondo", "uno dei più pericolosi esseri umani sul pianeta", tra i cento "maggiori pensatori al mondo", nonché il "cervello di Putin", il "Rasputin di Putin", il "folle mistico russo", il "guru del Cremlino", e con vari altri epiteti definiti dalla Laruelle come indice di una "ossessione dell'Occidente nei suoi confronti". Il giornalista americano Charles Clover lo ha definito nel suo libro Black Wind, White Snow, basato su un'ampia intervista a Dugin stesso, come "inventore, architetto e impresario dell'Eurasia" che ha contribuito alla concezione e alla costruzione della politica russa contemporanea orientandola verso una "conquista della realtà".

### Nazionalbolscevismo e quarta teoria politica (4PT)

Il 4, simbolo del Dio del Cielo, Dyeus, e simbolo astronomico di Giove, usato come simbolo della 4PT.

Nel nazionalbolscevismo, "nazione" è da intendersi, come ben esplicito nel russo narod, come un ente integrale, organico, per sua essenza refrattario a qualsiasi suddivisione anatomica, dotato di un suo destino particolare e di una sua struttura unica. Nella dottrina tradizionale ogni nazione è manifestazione di un principio divino, sprituale, angelico. Esso è "al di fuori del tempo e dello spazio" e "purtuttavia costantemente presente nelle vicissitudini storiche della nazione", è un essere di luce, un "pensiero di Dio", la cui "struttura è visibile nelle realizzazioni storiche della nazione, nelle istituzioni sociali e religiose che la caratterizzano, nella sua cultura", nei re divini, nei grandi eroi, nei pastori, nei santi. Esso è l'Assoluto particolarizzato.
"Bolscevismo" è da intendersi come il "marxismo di destra" o "comunismo di destra", "le cui origini risalgono alle antiche società iniziatiche e alle dottrine spirituali di età remote", che conserva le basi mistiche, spirituali, e gnostiche presenti in Marx ma non nel marxismo successivo. Esso è al contempo scevro delle componenti decadenti del marxismo successivo, quali progressismo e umanismo. Tale bolscevismo trovò terreno fertile in Russia e presso altri popoli tradizionali non ancora "alienati dallo Spirito", come la Cina.
Più di recente (dalla pubblicazione di La quarta teoria politica nel 2009), Dugin ha utilizzato il nome di "quarta teoria politica" (abbreviato "4PT") per la sua idea. Quarta in quanto oltrepassante le tre teorie politiche precedenti, che si sono alternate plasmando il mondo moderno-fascismo, comunismo e liberalismo; quarta in quanto "il numero 4 è il segno di Giove, il pianeta dell'ordine e della monarchia. È un simbolo indo-europeo patriarcale del Dio del Cielo - Dyaus, Zeus, Deus".
Secondo Dugin stesso, i sistemi politici-culturali dell'Iran e della Cina odierni sono già delle manifestazioni storiche della quarta teoria politica.

### Tradizionalismo, esoterismo ed eurasiatismo

Le sette stelle del polo nord (i due Carri od Orse), Grande Carro e Orsa Minore, che disegnano una svastika, simbolo dello Spirito divino del polo nord, nel loro moto di rotazione celeste annuale. Per Dugin la "Tradizione Primordiale" da cui tutte le tradizioni storiche discendono è la "Tradizione Polare" dell'Iperborea ("Oltre il Nord") o, come altrimenti la definisce nei suoi scritti, Arktogaia ("Terra del Polo Nord"). Non è una dottrina sistematizzata o teologia, ma uno stato d'essere e pensare in integrazione con il tempo dell'anno polare, che gli uomini esperivano al polo nord.
Esse simboleggiano anche: il Trono di Dio e i Sette Arcangeli della Bibbia e dell'Apocalisse; il Dio del Cielo e i Sette Dèi Planetari nelle tradizioni mesopotamiche e indo-europee.

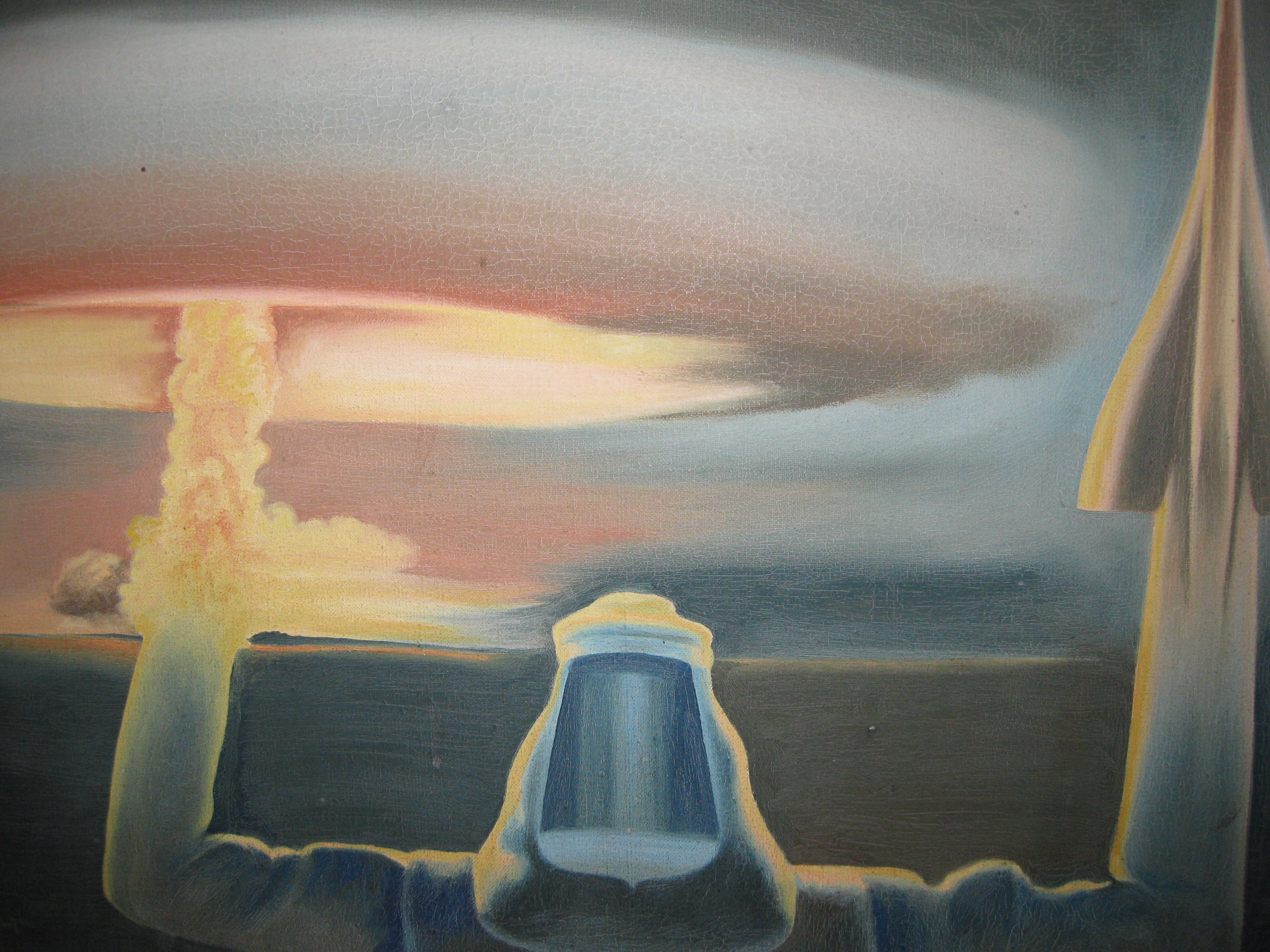
Kalki Avatara, dipinto moderno esposto al Museo di Amar Mahal a Jammu, India, raffigurante la decima venuta di Dio al termine dell'era corrente, tra bombe atomiche e razzi, secondo l'escatologia induista.

#### L'asse del sacro e il ciclo escatologico
Per Dugin, "il centro di gravità della Tradizione si colloca entro una sfera non soltanto non razionale, ma persino non umana"; esso è l'"asse del sacro". L'anello di giunzione tra tradizionalismo e ideologie anti-liberali (molte delle quali storicamente furono anti-tradizionaliste, prefiggendosi la distruzione non solo dei rapporti capitalistici ma di tutte le istituzioni tradizionali - monarchia e chiesa), per Dugin (e per il nazional-bolscevismo) si trova nella concezione tradizionalista della ciclicità delle ere, per cui nella modernità tutte le istituzioni tradizionali "perdono la loro forza vitale, e pertanto l'auto-realizzazione metafisica deve trovare metodi e vie nuove".
Dugin stesso paragona il nazionalbolscevismo e l'eurasiatismo alla filosofia di Julius Evola, alla via della mano sinistra dell'esoterismo occidentale, nonché al buddhismo esoterico e al tantra delle tradizioni di matrice indiana, ossia alle vie di "trascendenza distruttiva", utili per una purificazione del mondo dalla corruzione data dalla degenerazione dell'Occidente liberale-globalista, per una cosciente azione di distruzione delle istituzioni degenerescenti, in un'ottica accelerazionista della fine dei tempi.
Dugin fa proprio il misticismo escatologico indo-ariano conservato dalle tradizioni dell'India e non solo, relativo alla discesa dell'umanità prisca (ariana, successivamente divisasi in rami indoeuropei e turanici) dall'Iperborea (il polo nord, il cui primo centro spirituale fu in Russia, nelle regioni settentrionali della Siberia e degli Urali, da cui gli Ariani si propagarono in tutta l'Eurasia), la corruzione demonica e degenerazione bestiale dell'umanità nell'era corrente (Kali Yuga) determinata da un'apertura, in seno all'apparato tecnocratico della civiltà occidentale, dell'"uovo cosmico" non più dalle altezze del Cielo (polo nord) che permea il mondo con gli spiriti divini, ma dalle bassezze della Terra (polo sud) che permea il mondo con forze ctonie dissolutrici, e il ristabilirsi futuro della giustizia celeste sulla Terra per opera di una nuova incarnazione del Dio supremo del Cielo (il Kalki indù, il Maitreya buddhista, la seconda venuta dell'escatologia cristiana, e la figura equivalente in tutte le altre tradizioni):
L'escatologia indiana degli yuga è equivalente ad altre escatologie indoeuropee quali la teoria delle ere della tradizione greca formulata da Esiodo e il Ragnarǫk della tradizione germanico-scandinava (eddica). Dugin compara e combina le tradizioni indo-ariane anche con l'escatologia biblica, di derivazione mesopotamica (e quindi essa stessa di matrice ariana, per linea turanico-sumera), per cui secondo Dugin l'era contemporanea rifletterebbe gli eventi narrati nell'Apocalisse di Giovanni, per cui l'Occidente guidato dagli Stati Uniti sarebbe il "Regno dell'Anticristo" guidato da Babilonia la Grande, la Bestia, madre di tutte le prostitute e gli abominii della Terra.

#### Ortodossia, cristianesimo e paganesimo
Nel solco di altri pensatori tradizionalisti, in una linea di pensiero già tracciata in Russia (rappresentata tra gli altri da Konstantin Nikolaevič Leont'ev), il cristianesimo, specialmente quello occidentale (cattolico e protestante), è per Dugin e per i pensatori della quarta teoria politica causa e veicolo dell'utilitarismo economico e moralistico e delle forze dissolutorie dell'Occidente morente, per cui Leont'ev affermava che "per noi Russi è più conveniente una fusione con i popoli asiatici e di religione non-cristiana per il semplice fatto che tra di essi non è ancora irrimediabilmente penetrato il moderno spirito europeo". Dugin afferma che le radici dell'ideologia individualista liberale-globalista e del mondo che ha prodotto siano da trovarsi nel nominalismo che prese piede nella teologia cristiana scolastica medievale (cattolica e poi protestante), vale a dire l'idea che i nomi degli enti e delle categorie di enti siano "suoni vuoti" e non rappresentazioni di essenze collettive, prevalendo sul realismo, ossia l'idea che i nomi siano rappresentazioni di essenze spirituali reali che generano gli enti e le categorie di enti.
Il cristianesimo occidentale è vuota "anti-tradizione", a differenza dell'ortodossia russa che ha conservato una tradizione iniziatica esoterica; secondo Dugin l'ortodossia russa preserva una connessione con l'antica religione russa, slavo-ariana, con le linee iniziatiche pre-cristiane, che la rendono una continuazione cumulativa di tutta la tradizione spirituale russa che sia pre-cristiana, cristiana o post-cristiana, una tesi sostenuta anche da Mircea Eliade nei suoi ripetuti riferimenti a una "religione cosmica popolare" persistente nell'Europa orientale. Teologicamente, l'ortodossia russa ha mantenuto una visione "manifestazionista" della realtà che permette la continuità tra umano e divino, e la possibilità di deificazione dell'umano, al contrario della visione "creazionista" della realtà che è prevalsa nel cristianesimo occidentale portandolo all'esaurimento.

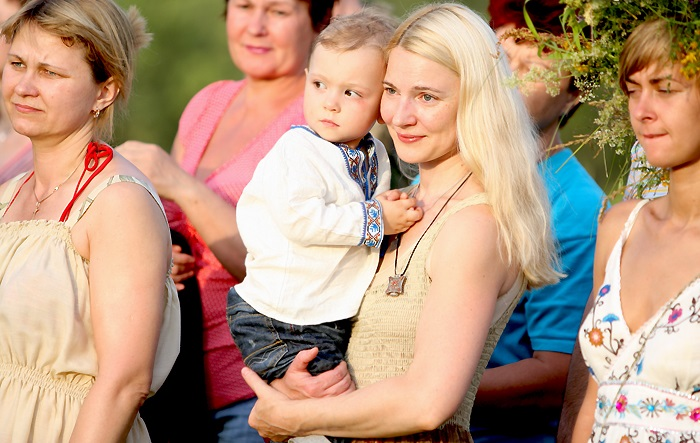
Donna rodnovara ortodossa con bambino nelle campagne di Kaluga, Russia. Per Dugin, che sintetizza le posizioni per certi versi contrastanti di Herman Wirth (uno dei fondatori dell'Ahnenerbe nazista) e di Oswald Spengler (l'autore de Il tramonto dell'Occidente), le culture di derivazione ario-iperborea, le cui tradizioni si sono meglio preservate nella cultura slavo-russa, sono frutto di un'unione equilibrata tra donne e uomini bianchi.

Dugin è per questo vicino sia al movimento della rodnoveria - il recupero neopagano della fede slava indigena - che ai vecchi credenti ortodossi, dei quali è anche un membro iniziato. I vecchi credenti sono quegli ortodossi russi che si distaccarono dalla Chiesa ortodossa russa nel XVII secolo perché contrari alle riforme occidentalizzanti operate dal patriarca Nikon (1605-1681), che volle allineare la Chiesa russa, nella dottrina e nella pratica, alla Chiesa ortodossa greca, sceverandola dai suoi elementi slavo-russi paganizzanti; secondo Dugin entro l'ortodossia russa sarebbero quindi i vecchi credenti i rappresentanti più genuini della continuità della tradizione spirituale russa, slavo-ariana, integrata con la gnosi escatologica del cristianesimo originario che identifica i Russi come la "Terza Roma" e il Katechon che contrasta l'Anticristo. Secondo la Laruelle, Dugin propone una fusione dell'ortodossia russa con il neopaganesimo in modo tale che la prima si separi definitivamente dal cristianesimo occidentale e si identifichi con la forza nazionale del paganesimo ancorato alla terra russa.
Nel suo testo The Metaphysical Factor in Paganism (1990/1999), Dugin, che segue in ciò Julius Evola, ritiene che siano le religioni pagane (gentili, etnico-indigene; in russo yazychestvo, che letteralmente significa "pratica della lingua [nativa]"), e non le tre religioni monoteistiche, le più adatte a realizzare l'idea imperiale, in quanto permettono quella coesistenza di unità e molteplicità, la molteplicità degli dèi, spiriti o angeli, visti come emanazioni o espressioni dell'Uno cangiante, e quindi la complementarità di immanenza e trascendenza, che è necessaria in un sistema di tipo imperiale. In tal modo il paganesimo non chiude l'essere in un sistema illusoriamente finito e inerte, in un unico accesso possibile all'Uno come ha fatto il cristianesimo occidentale, ed è pertanto intrinsecamente escatologico e rappresenta il compimento ultimo della stessa escatologia cristiana. La continuità della tradizione spirituale russa anche in seno all'interpretazione russo-ortodossa del cristianesimo è invece discussa nel suo libro The Metaphysics of the Gospel: Orthodox Esotericism (1996).

#### La Siberia e la restaurazione della civiltà celeste
La Siberia è prevista da Dugin avere un ruolo centrale nella nuova identità e nel destino della Russia eurasiatica imperiale; terra di irradiazione nel mondo degli Ariani, ultimo "impero del Cielo" dopo Thule-Iperborea, la Siberia è rimasta "cuore immacolato" dell'Eurasia ai margini dello sviluppo della storia del mondo verso la civiltà occidentale e la sua degenerazione finale assorbita dalla saturazione del polo sud della Terra, preservandosi da essa, e le sue popolazioni, "teofore" (portatrici di Dyeus, Tengri, Dingir), hanno conservato intatta la sapienza estatica originaria degli Ariani, pronte a re-irradiarla e riattivarla nel mondo mentre essa è scomparsa in Occidente, si è indigenizzata in India con l'assorbimento degli Ariani nelle popolazioni nere dravidiche, e si è isolata in un solipsismo contemplativo nell'autosufficienza collettiva della civiltà cinese. I re-sacerdoti dei popoli ariani (indoeuropei-turanici) sono tali per diritto divino, "figli del Cielo", in quanto nascono da madri vergini fecondate dallo Spirito di Dio procedente dal polo nord, o discendono da linee di sangue con tali origini, e sono caratterizzati da capelli biondi o fulvi (biondo-rossi) e occhi azzurri. La Siberia è per Dugin il centro spirituale della Russia-Eurasia dove avviene la messa a terra delle forze del polo nord, la giuntura tra Cielo e Terra; prevalentemente nordica nella genealogia e prevalentemente orientale nella religione, la Russia centrata in Siberia ha per Dugin il destino cosmico di risvegliare tutti i popoli alla rivolta contro l'Occidente e al recupero delle proprie tradizioni religio-politiche, imperiali e indigene, in alleanza con la Cina, con il mondo dell'Islam (specialmente quelle frange, soprattutto sciite iraniane ma anche sunnite turche, che hanno chiaramente identificato il nemico di Dio della fine del mondo, il Dajjal, nell'Occidente), e potenzialmente con l'India, e con un'America meridionale e un'Africa decolonizzate e reintegrate nelle loro essenze autentiche.
La quarta teoria politica apre una lotta escatologica contro tutto ciò che l'Occidente liberale-globalista incarna di nefasto, e apre al recupero di tutto ciò che non è moderno né occidentale: "il pre-moderno, il post-moderno, l'anti-moderno, l'Asia, la tradizione romana". Dugin teorizza la possibilità di una riorganizzazione della società nell'antica tripartizione indoeuropea di sacerdoti, guerrieri e contadini, affinché il Cielo riconquisti la Terra, in quello che identifica come un "socialismo indoeuropeo", o un verticale "platonismo politico". Si tratterebbe di invertire "il processo della modernità che iniziò con il posizionare, all'opposto, il materiale al di sopra dello spirituale, la Terra sopra il Cielo". Come identificate da Georges Dumézil, le caste tradizionali sono tre, mentre la quarta casta, le moderne masse urbane, borghesi nel loro dualismo tra capitalisti e proletari, sono il frutto dell'unione dei rifiuti delle caste tradizionali.

### DaseineGeviert

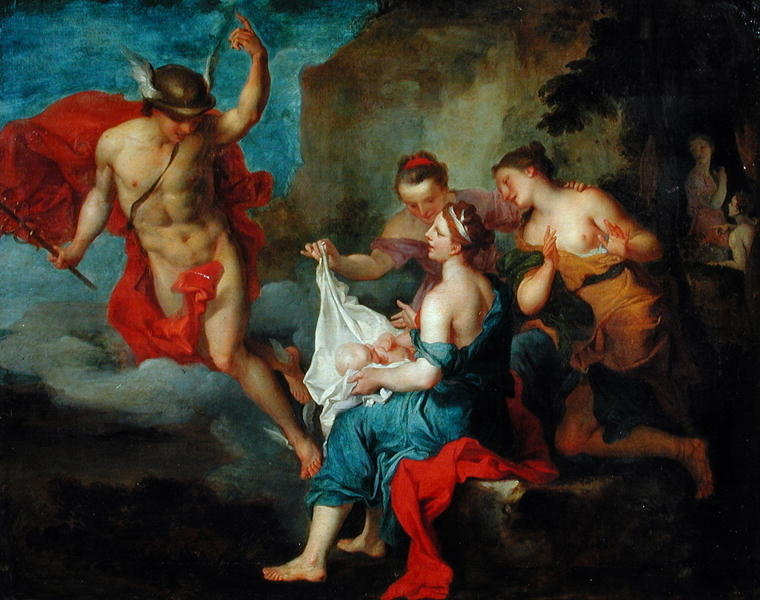
Dioniso consegnato alla ninfa Nisa, di Jacques Francois Courtin. Dioniso è dualità tra Cielo e Terra, e mediatore tra i due principii, e in quanto tale per Dugin è (come poi Gesù Cristo) un simbolo della modalità propria del Dasein.

Il Dasein rappresenta il futuro nuovo centro per un nuovo inizio di civiltà, nuovo axis mundi, punto di congiunzione tra Cielo e Terra, che nascerà in Eurasia (nonostante, per Dugin come per Evola, il mondo a occidente giungerà prima rispetto all'Oriente all'instaurazione del nuovo ciclo di civiltà, in quanto l'Occidente è giunto ormai al fondo finale della degenerazione), e allo stesso tempo l'uomo nuovo che lo indicherà. "Riflettendosi, il Dasein si fa popolo", lingua, storia, spazio e tempo.
Il Dasein è anche "una forma esistenziale di comprendere il popolo, che si oppone alle teorie dei liberali, con la loro idea vuota e insignificante di individuo; alle teorie dei comunisti, basate su classi e collettività, concetti altrettanto vuoti che non si oppongono affatto a quelli liberali, poiché questo tipo di collettività è solo un agglomerato di atomi individuali, come già detto; e, infine, alle teorie dei nazionalisti, che si rifanno al concetto di Stato nazionale, altra idea borghese antitetica all'impero e all'idea del sacro".
Il Dasein e il Geviert in cui si manifesta, nella post-modernità "liquida" risultata dall'involuzione delle caste sono completamente occultati e operanti nel nascondimento, sono funzione di ciò che Dugin chiama il "Soggetto Radicale" (o, secondo una traduzione migliore che lui stesso ha proposto, il "Sé Radicale"), corrispondente all'"Individuo Assoluto" o "Uomo Differenziato" di Evola. Il Dasein è l'essenza ed esperienza più radicale dell'uomo, "pura presenza dell'intelletto", ciò che rimane dell'uomo quando è liberato da qualsiasi forma storica secondaria, e non è né individuale né collettivo. Tale pura presenza dell'intelletto si schiude solo quando l'uomo si trova di fronte alla morte. E "tale Risveglio non è un'idea trascendente, ma un'esperienza immanente, che deve tornare a essere la radice della politica". Dugin compara il Soggetto Radicale anche alla "Persona Assoluta", forma dell'Assoluto personificato, del pensiero indiano, il Param Atman, che in quella che definisce "trascendenza immanente" è sempre centro anche laddove non è possibile averne uno, come nel mondo liquido postmoderno, dove non v'è simmetria che dia forma.
Il Soggetto Radicale si manifesta "quando è saltata la trasmissione regolare delle forme del sacro" e, non trovando altro che il nulla intorno a sé, ossia il mondo liquido dato dal dissolversi di tutte le forme tradizionali, punta a una nuova fondazione. Dugin valorizza ai massimi livelli un'azione storico-politica che assuma tratti poietici, magico-rituali, demiurgici, come tipico della tradizione slavofila.
Diversamente dalla parcellizzazione riduzionista e analitica della realtà promossa dalla modernità razionalista e liberale, per Dugin come per la tradizione originale platonica e indo-europea, ed eurasiatica tutta, v'è "unità fondamentale delle strutture della conoscenza, della società e del cosmo", quindi l'uomo è veicolo di trasporto della "trascendenza nell'immanenza inverando il Cielo sulla Terra":

### Noologia: Logos di Apollo, Logos di Dioniso, Logos di Cibele

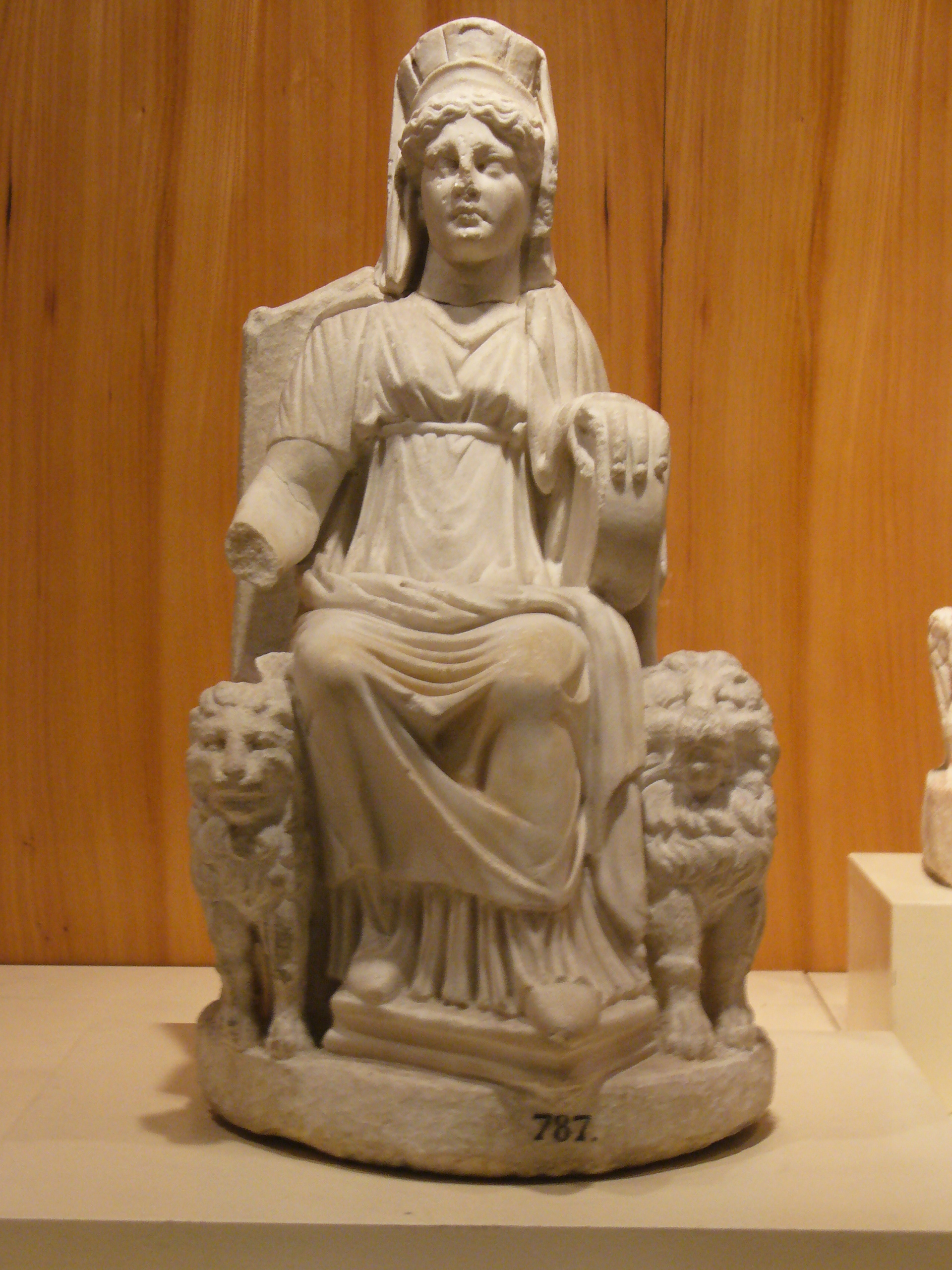
Statua di Cibele, la Grande Madre, da Nicea. Per Dugin, Cibele è il principio che ha preso potere nella civiltà occidentale nella struttura peculiare del Logos di Apollo come da essa fissato; la potenza cibeliana, per la quale tutto è uguale e tutto è lecito, alimenta la società liberal-capitalistica, tecno-finanziaria, materialistica e caotica, "dal basso verso l'alto" invece che "dall'alto verso il basso" come nelle civiltà celesti, in uno scatenarsi di forze ctonie dissolutrici. La figura equivalente nella religione indù è Kali Ma, la "Madre Nera", il principio che penetra nel mondo durante il Kali Yuga e conduce la civiltà morente alla dissoluzione.

Più di recente, in Noomachia, un ciclo di ventotto volumi definito da Dugin stesso e dallo studioso del pensiero dughiniano Jafe Arnold come magnum opus del filosofo russo, Dugin ha sviluppato una noologia - discorso sul Nous, l'intelletto cosmico, oppure Logos - che lo concepisce (il Logos) come tripartito: il Logos di Apollo corrispondente al Cielo, all'Essere e ai modelli ideali assoluti delle stelle (ed è il platonismo, creazione che non è di un singolo uomo ma del Nous stesso); il Logos di Dioniso come via mediatrice tra Cielo e Terra e modo proprio del Dasein (l'"Esserci") che porta il Cielo sulla Terra, la trascendenza nell'immanenza, lo spirito nella materia; e infine il Logos - che è in realtà il Caos - di Cibele, la Terra, la femminilità metafisica, la maternalità e la materialità, promuovente indistinzione e omologazione quantitativa che è assenza di ogni principio apollineo, celestiale, di mascolinità metafisica, di differenziazione qualitativa, e al contempo la base in cui il Logos celeste si può incarnare. I sacerdoti castrati della Terra sono i titani, che operano in contrapposizione agli dèi del Cielo. Ogni cultura e popolo è una peculiare combinazione delle tre forme del Logos, e ve ne sono di potenzialmente illimitate. Per cui non v'è gerarchia tra i popoli e le culture, ma ognuno di essi segue la propria noologia, il proprio percorso di sviluppo psico-fisico, spazio-temporale. Preludio all'operazione filosofica di Noomachia, in cui ne vengono gettate le basi concettuali, sono In Search of the Dark Logos: Philosophico-Theological Outlines (2013), The Three Logoi: Apollo, Dionysus, and Cybele (2014) e Geosophy: Horizons and Civilizations (2017).
Tra le tre forme del Logos v'è una eterna "noomachia", ossia "battaglia dell'intelletto" o "della mente", ma è tra i primi due e il terzo, quello di Cibele, che v'è la massima contraddizione, la gigantomachia o titanomachia, poiché Cibele cerca perennemente con i suoi titani di distruggere l'ordine del Cielo e di creare un mondo che va "dal basso verso l'alto". La società occidentale liberale-globalista moderna strutturata nella tecno-finanza è per Dugin, escatologicamente, l'attacco finale della Grande Madre che tutto divora e dei suoi rappresentanti a ciò che resta dell'ordine celestiale.
Il Logos di Cibele insorge dopo la "fine della filosofia", segnata dal nichilismo e dal postmodernismo, vale a dire dopo l'esaurimento e la dissoluzione dell'organizzazione logologica dell'Occidente - caratterizzata da una razionalizzazione del Logos di Apollo ed esclusione da esso del mito - prodotta dall'inappropriata "chiusura della filosofia ellenica" avvenuta nel processo di sviluppo della civiltà occidentale. In alcune parti di Noomachia, Dugin propone che la philosophia perennis (il tradizionalismo integrale), la tradizione esoterica sviluppatasi ai margini e nell'ombra della civiltà occidentale, rigettata dal pensiero dominante ma emergente qua e là in autori eccezionali nel corso della storia, sia il Logos di Dioniso, la cui restaurazione cosciente è necessaria per realizzare quello che Heidegger auspicò come "nuovo inizio della filosofia", che rivitalizzi l'esperienza logologica reintegrando in essa il mito.

## Relazioni del Movimento Internazionale Eurasiatista

Bandiera del Movimento Eurasiatista, con la stella a otto frecce, simbolo dell'eurasiatismo duginiano, rappresentante la "stella", quindi il Dio celeste (Dyeus) e gli dèi, e l'uomo divino.

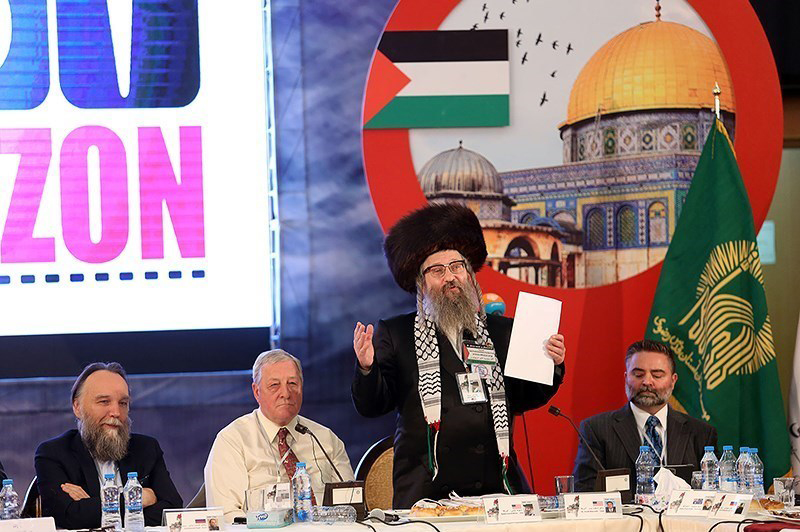
Dugin (a sinistra) alla conferenza New Horizon tenutasi a Mashhad, in Iran, nel maggio 2018, con altre autorità politiche e religiose.

Il Movimento Internazionale Eurasiatista fu riconosciuto ufficialmente del Ministero della Giustizia della Russia il 31 maggio 2001. Il movimento dichiara di avere il sostegno di circoli militari e di alti esponenti della Chiesa ortodossa russa, delle comunità islamiche, buddhiste ed ebraiche russe. Dugin ritiene che il movimento possa giocare un ruolo chiave nella risoluzione del problema ceceno, con l'obiettivo di realizzare un'alleanza strategica tra l'Europa e gli stati del Medio Oriente, in particolare l'Iran, con un ruolo chiave per la Russia come potenza di mediazione. Le idee di Dugin su una possibile alleanza turco-slava nella sfera eurasiatica hanno raggiunto una certa popolarità in alcuni circoli nazionalisti della Turchia, ed egli propone inoltre un'alleanza russo-araba.
Come l'eurasiatismo precedente e come la Nouvelle Droite in Europa occidentale, anche il duginismo ha un approccio ambivalente nei confronti degli Ebrei: il Movimento Internazionale Eurasiatista ha stabilito stretti legami con correnti ebraiche sioniste ultra-nazionaliste, come quelle guidate da Vladimir Boukharsky e dal rabbino Avram Shmulevich, le quali ritengono che tutti gli Ebrei debbano trasferirsi in Israele, poiché Dugin considera Israele uno stato che ha realizzato una forma di tradizionalismo etnico e una casa per ancorare al suolo gli Ebrei, seppur consideri l'ebraismo una religione fondata su postulati teologici ed esoterici (Talmud e Kabbalah) erronei e contro-iniziatici, su una visione lineare del tempo, frutto della coscienza pessimista ebraica e non di una "messa a terra" della tradizione primordiale di origine divina, e in quanto tale antitetica rispetto alla concezione ariana della ciclicità del tempo e delle incarnazioni di Dio. Al contempo Dugin distingue tra un "buon" ebraismo, quello di quegli ebrei che hanno trovato casa in Israele dove poter sviluppare la propria specificità etnica, che quindi si allinea agli ideali eurasiatisti, e un "cattivo" ebraismo, quello di quegli ebrei rimasti nella diaspora occidentale e prendenti parte al mondo atlantista a trazione statunitense e allo sradicamento liberale-globalista.
Dugin denunciò l'influenza atlantista nelle elezioni presidenziali in Ucraina del 2004, considerata una strategia per creare un "cordone sanitario" attorno alla Russia, simile al tentativo britannico dopo la prima guerra mondiale; al contempo criticò Putin per aver perso dell'Ucraina e il suo eurasiatismo di essere "vuoto". Nel 2005 annunciò la creazione di un "movimento giovanile anti-arancione" per contrastare in Russia tendenze simili a quelle che avevano dato luogo alla rivoluzione arancione in Ucraina: l'Unione Giovanile Eurasiatica, fondata e finanziata da Dugin, fu poi accusata di atti vandalici e attività estremiste e messa al bando in Ucraina, e Dugin stesso fu dichiarato "persona non gradita" nel paese.
Prima dello scoppio della guerra in Ossezia del Sud nel 2008, Dugin visitò il paese e dichiarò: "Le nostre truppe occuperanno Tbilisi, l'intero paese, e forse anche l'Ucraina e la Crimea, che comunque fa storicamente parte della Russia". Dichiarò poi che la Russia avrebbe dovuto non "limitarsi a liberare l'Ossezia del Sud, ma [...] andare avanti. [...] fare qualcosa di simile in Ucraina".

## Opere
Lista incompleta:
- Aleksandr Dugin, Continente Russia, All'insegna del Veltro, 1992a.
  -  Aleksandr Dugin, L'inconscio dell'Eurasia, in Continente Russia, traduzione di Danilo Valdorio, 1992b. URL consultato il 22 marzo 2022 (archiviato il 25 febbraio 2010).
- (ES) Aleksandr Dugin, Rusia. El misterio de Eurasia, Madrid, 1992c.
- Aleksandr Dugin, La metafisica del nazional-bolscevismo, traduzione di Martino Conserva, 1998. URL consultato il 22 marzo 2022 (archiviato il 28 aprile 2021).
- Alain de Benoist e Aleksandr Dugin, Eurasia, Vladimir Putin e la grande politica, a cura di G. Giaccio, Controcorrente, 2014, ISBN 9788898000036.
- Aleksandr Dugin, Russia segreta (Il fattore metafisico nel paganesimo; Il complotto ideologico del cosmismo russo; L'isola del tramonto; Il ruolo della Siberia nel destino dell'Eurasia), a cura di Claudio Mutti, All'insegna del Veltro, 2012, ISBN 9788897600114.
- Aleksandr Dugin, Eurasia. La rivoluzione conservatrice in Russia, Pagine, 2015  [2004], ISBN 9788875574574.
- Aleksandr Dugin, La quarta teoria politica, NovaEuropa Edizioni, 2017  [2009], ISBN 9788885242005.
- Aleksandr Dugin, L'ultima guerra dell'isola-mondo, AGA, 2018a, ISBN 9788898809462.
- Aleksandr Dugin, Putin contro Putin, AGA, 2018b, ISBN 9788898809455.
- Aleksandr Dugin, Soggetto radicale. Teoria e fenomenologia, AGA, 2019a, ISBN 9788898809578.
- Aleksandr Dugin, Il sole di mezzanotte. Aurora del soggetto radicale, AGA, 2019b, ISBN 9788898809554.
- (EN) Aleksandr Dugin, The Inverted World on the Threshold of Demonic Reality, su Geopolitica.ru - Carthago delenda est, 2019c.
- (EN) Aleksandr Dugin, The Metaphysical Factor in Paganism, traduzione di Jafe Arnold, Eurasianist Internet Archive, 2019d  [1990-1999].
- Aleksandr Dugin, La teoria della civiltà di Herman Wirth, su Geopolitica.ru - Carthago delenda est, traduzione di Costantino Ceoldo, 2019e.
- Aleksandr Dugin, Noomachia. Rivolta contro il mondo postmoderno, AGA, 2020a, ISBN 9788898809615.
- Aleksandr Dugin, Platonismo Politico, AGA, 2020b, ISBN 9788898809592.
- Aleksandr Dugin, Siberia, 2020c. URL consultato il 22 marzo 2022 (archiviato il 22 marzo 2022).
- Aleksandr Dugin, Etnosociologia, AGA, 2021a, ISBN 9788898809806.
- Aleksandr Dugin, I templari del proletariato. Metafisica del nazional-bolscevismo, AGA, 2021b, ISBN 9788898809844.
- Aleksandr Dugin, https://www.ideeazione.com/?s=dugin[collegamento interrotto], Idee&Azione